# その女、ジルバ
『その女、ジルバ』（そのおんな、ジルバ、英語: Jitterbug The Forties）は、有間しのぶによる日本の漫画作品。「ビッグコミックオリジナル増刊号」（小学館）にて2011年7月増刊号から2018年9月増刊号まで連載された。第23回手塚治虫文化賞マンガ大賞受賞。
大手百貨店をリストラされた40歳女性が平均年齢70歳という高齢ホステスのバーで働くことで生きる喜びを謳歌する人生賛歌の物語を描く。
2021年1月から池脇千鶴主演でテレビドラマ化。
題名は、ニコス・カザンザキスの小説、およびその映画化作品『その男ゾルバ』に影響されたものである。

## あらすじ
40歳にして恋人も貯金もない笛吹新は、老後の生活に不安を感じていた。そんな中、人生を変えようと思った新は、高齢バー『OLD JACK & ROSE』のホステスとして働き始める。

## 登場人物
笛吹新（うすい あらた）
本作の主人公。平均年齢70歳の高齢バー「OLD JACK & ROSE」で働く40歳女性で最年少ホステス。源氏名：アララ。
福島県出身。大手百貨店で売り場で働いていたが、「姥捨て」され物流倉庫へと左遷されて、行き詰った生活を送っていた中、高齢バーの世界に飛び込む。
客からは最年少ホステスの為「ギャル」と呼ばれている。後に会社を退職し、ホステス専業となる。
くじらママ
「OLD JACK & ROSE」の2代目ママ。先代ママのジルバからその座を受け継いだ。本名は“寺田きら子”店では旧姓の久慈を使用。80歳。ジルバの18歳下。
毒舌だが、エレガントな佇まいでフォローも上手い。
若い頃騙されて花売り娘から転落した過去に今も苦しむ。ヤクザに引き取られヒロポン中毒にされた上、身請けされ妾になっていた時期もある。
マスター
「OLD JACK & ROSE」を運営する経営者。お金とサービスに厳しい。本名：蛇ノ目幸吉。77歳。
ダンス教室のオーナーでありダンス講師もしている。高校2年生の孫・マイカを溺愛している。ジルバに腕輪を贈っている。
ジルバ
「OLD JACK & ROSE」の先代ママ。ブラジル移民から帰国して紆余曲折を経てバーを40歳で開業した伝説の女性。本名は“星ちはま”。故人。福島出身。
戦後、ふとした事からきら子と知り合う。ブラジルから帰国する際に感染症で夫・直次郎と二人の娘を亡くしている。
チーママ
裏表のない明るいさっぱりした性格で、情に厚い和風美人。本名：真知。
若い時は不良であり「バクレンのお真知」という異名があった。離婚歴あり。
エリー
「OLD JACK & ROSE」のホステス。自称：59歳（アララが来るまではナマコから権利を買っていた為最年少ホステスの座にいた）。
元は良家のお嬢様だったが、結婚詐欺師（2巻2話にて再会）に遭って一家は破産。路頭に迷っていたところをジルバに救われた。
かつては「花富屋敷」という姓だったが、先祖や親に申し訳が立たず、「捨田」という姓を名乗っている。
ひなぎく
「OLD JACK & ROSE」のホステス。本名：菊子。清純派をウリとしており、料理上手。
ナマコ
「OLD JACK & ROSE」のホステス。本名：七子。捨て子だったところを、ジルバに拾われて以来、彼女を「母ちゃん」と慕う。50代。
星賀太郎（ほし のりたろう）通称ガタロ。
ジルバの夫の兄で義兄に当たる。日本勝ち組の残党。戦争終結直前、ジルバ夫婦の財産を騙し取り、そのまま失踪していた。
白浜峻輔（しらはま しゅんすけ）
父が商社マンだった為小学生の頃、一家でブラジルで生活していた。少年の頃｢日本勝ち組｣を調べている時にガタロと知り合う。
笛吹光（うすい ひかる）
アララの弟。蔵カフェを経営。妻・さやと息子・龍人と暮らしている。
村木みか
アララの同僚。実家は島根。後に退職し帰郷している。
浜田スミレ
アララの同僚。実家は淡路島。長身。バーで石動と出会い、交際を経て結婚。寿退社する。
石動良一（いするぎ りょういち）
バーの客。初登場時は痩せていた。バーを訪れた浜田と意気投合し、交際を経て結婚。
石橋
神戸のヤクザ。きら子を引き取る。
寺田
石橋の舎弟。弟はきら子の夫。
省次
石橋の舎弟。花売り娘の花を調達する仕事をしていた。

## 書誌情報
- 有間しのぶ 『その女、ジルバ』、小学館〈ビッグコミックス〉、全5巻
  1. 2013年02月28日発売[8]、ISBN 978-4-09-185024-9
  2. 2014年07月30日発売[9]、ISBN 978-4-09-186353-9
  3. 2015年11月30日発売[10]、ISBN 978-4-09-187078-0
  4. 2017年07月28日発売[11]、ISBN 978-4-09-189500-4
  5. 2018年09月28日発売[12]、ISBN 978-4-09-860087-8

## テレビドラマ
2021年1月9日から3月13日まで毎週土曜 23時40分 - 翌 0時35分に東海テレビとテレパックの共同制作により「オトナの土ドラ」枠で放送。主演は9年ぶりの連続ドラマ主演となった池脇千鶴。

### キャスト
笛吹新〈40〉
演 - 池脇千鶴

#### BAR オールド ジャック アンド ローズ
久慈きら子 / くじらママ
演 - 草笛光子（幼少期：安原琉那、青年期：永島あゆみ）
蛇ノ目幸吉 / マスター〈73〉
演 - 品川徹
大田原真知 / チーママ
演 - 中尾ミエ
七子 / ナマコ
演 - 久本雅美
菊子 / ひなぎく
演 - 草村礼子
花富屋敷衿子 / エリー
演 - 中田喜子
ジルバ〈享年81〉
演 - 池脇千鶴

#### 職場
浜田スミレ〈40〉
演 - 江口のりこ
村木みか〈40〉
演 - 真飛聖
前園真琴
演 - 山崎樹範

#### BAR オールド ジャック アンド ローズの常連客
JUZO
演 - 草地稜之
石動良一
演 - 水澤紳吾
滝口 / ターさん
演 - 梅垣義明
花山
演 - 芋洗坂係長
梅吉
演 - 鶴谷嵐
荒木
演 - 照師
平三郎
演 - 福田信昭
松坂
演 - 土平ドンペイ

#### その他
マイカ
演 - 華村あすか
笛吹光
演 - 金井浩人
笛吹龍人
演 - 加藤憲史郎
笛吹達郎
演 - 大和田獏（第7話 - ）
笛吹美也子
演 - 増子倭文江
笛吹さや
演 - 小暮智美
白浜峻輔
演 - 竹財輝之助
賀太郎（のりたろう / 通称 ガタロ）
演 - 久保酎吉

### スタッフ
- 原作 - 有間しのぶ 『その女、ジルバ』（ビッグコミックス（小学館）刊）
- 企画 - 市野直親（東海テレビ放送）
- 脚本 - 吉田紀子
- 音楽 - 吉川慶、HAL
- 主題歌 - 山本彩「ドラマチックに乾杯」（ユニバーサルシグマ / Universal Music Japan）[15]
- ダンス指導・監修 - 渡辺花音
- ブラジル移民監修 - 日本ブラジル中央協会、サンパウロ日伯援護協会
- 医療監修 - 山本昌督
- プロデューサー - 遠山圭介、松本圭右（東海テレビ放送）、雫石瑞穂、黒沢淳（テレパック）
- 監督 - 村上牧人、根本和政
- 制作 - 東海テレビ放送、テレパック

### 受賞（テレビドラマ）
- 第58回ギャラクシー賞 テレビ部門入賞（2020年度）[16]
- 第47回放送文化基金賞 番組部門 演技賞（2020年度） ‐ 池脇千鶴[17][18]
- 日本民間放送連盟賞 テレビドラマ種目 優秀賞（2021年度）[19]

### 放送日程
| 話数   | 放送日  | サブタイトル           | ラテ欄                                                                     | 監督     |
| ------ | ------- | ---------------------- | -------------------------------------------------------------------------- | -------- |
| 第1話  | 1月09日 | 女はシジューから!!     | 40なんてまだ若い!! 価値観変える超高齢㊙︎スポット!?                          | 村上牧人 |
| 第2話  | 1月16日 | Shall we ダンス?       | 女を磨いて背筋をピンッ!? 話題の高齢熟女たちが今夜も金言                    | 村上牧人 |
| 第3話  | 1月23日 | 不屈のタマシイ!?       | 嘘? その男、結婚詐欺師? その恋、忘れられる? その時、40娘が動く? その後、宴 | 村上牧人 |
| 第4話  | 1月30日 | 姉の思いと弟の決意     | 進撃 嵐呼ぶチーママ登場!! ジルバの悲愴な過去と姉弟の思い                   | 根本和政 |
| 第5話  | 2月06日 | シジュー娘の決断       | 今夜パジャマパーティー!! シジュー娘たちの涙と笑顔の決断                    | 根本和政 |
| 第6話  | 2月14日 | ロマンティックは突然に | 聖夜 ロマンチックは突然に イケメンにシジュー娘胸キュン!?                   | 村上牧人 |
| 第7話  | 2月20日 | ここは私のふるさと     | 望郷 アララ修羅場の里帰り 謎のイケメンの正体&スミレ激変                    | 室井岳人 |
| 第8話  | 2月27日 | 幸せになる権利         | 衝突 アララとスミレに溝? 人にやさしく幸せ探し涙腺崩壊!                     | 根本和政 |
| 第9話  | 3月06日 | 告白をきく覚悟         | 熟女が全員ダウン!? くじらママ衝撃告白と天岩戸作戦                          | 根本和政 |
| 最終話 | 3月13日 | 新しい光               | 感涙のラストダンス すべての頑張る人々に新しい光を                          | 村上牧人 |

| 東海テレビ制作・フジテレビ系 オトナの土ドラ                 | 東海テレビ制作・フジテレビ系 オトナの土ドラ | 東海テレビ制作・フジテレビ系 オトナの土ドラ |
| 前番組                                                      | 番組名                                      | 次番組                                      |
| ----------------------------------------------------------- | ------------------------------------------- | ------------------------------------------- |
| さくらの親子丼（第3シリーズ） （2020年10月17日 - 12月19日） | その女、ジルバ （2021年1月9日 - 3月13日）   | リカ〜リバース〜 （2021年3月20日 - 4月3日） |